# Beverley
Beverley er en by med 18.014(2021) indbyggere i grevskabet East Riding of Yorkshire i England. I byen findes Beverley Grammar School der blev grundlagt i år 700. Byen har også hvad der betragtes som Storbritanniens mest imponerende kirke, med undtagelse af diverse katedraler. Byen har historisk set være forholdsvist betydende og havde allerede i 1300-tallet 5.000 indbyggere.